# Kyloe
Kyloe är en ort och civil parish i Storbritannien.   Den ligger i grevskapet och kommunen Northumberland i riksdelen England, i den centrala delen av landet, 500 km norr om huvudstaden London. Kyloe ligger 95 meter över havet och antalet invånare är 338.
Terrängen runt Kyloe är platt. Havet är nära Kyloe åt nordost. Runt Kyloe är det ganska glesbefolkat, med 25 invånare per kvadratkilometer. Närmaste större samhälle är Berwick-upon-Tweed, 15,0 km norr om Kyloe. Trakten runt Kyloe består i huvudsak av gräsmarker.